# ماساکاتسو فوناکی
ماساکاتسو فوناکی (انگلیسی: Masakatsu Funaki؛ زادهٔ ۱۳ مارس ۱۹۶۹) کشتی‌گیر کشتی حرفه‌ای، ورزشکار هنرهای رزمی ترکیبی و بازیگر اهل ژاپن است.
از فیلم‌ها یا برنامه‌های تلویزیونی که وی در آن نقش داشته‌است می‌توان به گودزیلا: جنگ‌های نهایی اشاره کرد.